# Ilmārs Geige
Ilmārs Geige (ur. 9 marca 1942 w miejscowości Pitragciems) – łotewski polityk i działacz społeczny liwskiego pochodzenia, deputowany do Rady Najwyższej ŁSRR (1990–1993) i poseł na Sejm (1998–2002). Sygnatariusz Aktu Odnowienia Niepodległości z 1990. 

## Życiorys
Urodził się w rodzinie rybaków w miejscowości Pitragciems w północnej Kurlandii – na obszarze tradycyjnego osadnictwa liwskiego. Ukończył szkołę podstawową w Mazirbe. W latach 1956–1960 kształcił się w szkole średniej w Dundadze. W okresie 1962–1966 służył w marynarce wojennej. W okresie 1974–1977 pogłębiał wykształcenie w technikum rolniczym w Kandavie. Od 1967 do 1990 był zatrudniony w windawskim oddziale Instytutu Projektowania "Komunālprojekts" (m.in. jako inżynier). W okresie "trzeciego odrodzenia łotewskiego" zaangażował się w działalność polityczną – w 1989 wszedł w skład rady deputowanych ludowych rejonu windawskiego. W wyborach w 1990 został  wybrany do Rady Najwyższej Łotewskiej SRR jako kandydat Łotewskiego Frontu Ludowego (Latvijas tautas fronte, LTF) w okręgu Tārgale. Był sekretarzem Komisji Praw Człowieka i Spraw Narodowościowych, a także przewodniczącym Podkomisji Ochrony Praw Dziecka. Pełnił funkcję sekretarza Klubu Poselskiego LTF.  4 maja 1990 głosował za uchwałą o odnowieniu niepodległości Łotwy. Po odejściu z parlamentu był dyrektorem wydziału spraw narodowych w ministerstwie sprawiedliwości (1993–1995; 1996–1998) oraz dyrektorem windawskiego oddziału Urzędu Naturalizacji Republiki Łotewskiej (Latvijas Respublikas Naturalizācijas pārvalde; 1995–1996). Współpracował z Komisją Demograficzną Rządu Łotewskiego. W 1998 stanął na czele grupy roboczej dla wypracowania długoterminowego programu rządowego poświęconego Liwom na Łotwie. Od 2004 zatrudniony jako inżynier budownictwa w wydziale oświaty urzędu miejskiego w Windawie. 
W latach 1998–2002 zasiadał w Sejmie VII kadencji jako przedstawiciel Łotewskiej Drogi. Był członkiem Komisji Praw Człowieka oraz przewodniczącym Komisji Petycji. Stał na czele Parlamentarnej Grupy Współpracy Łotewsko-Fińskiej. Po odejściu z Sejmu zasiadał w radzie gminy Kolka (2005–2009). W 2007 wraz z pozostałymi członkami Łotewskiej Drogi przeszedł do LPP/LC, dwa lata później przystąpił zaś do Związku Obywatelskiego. Bez powodzenia ubiegał się o ponowny wybór do Sejmu w latach 2002 (z listy Łotewskiej Drogi), 2006 (z listy LPP/LC) i 2010 (z ramienia "Jedności"). 
Z pochodzenia jest Liwem. Działa w Związku Liwskim (Līvu savienība), był pierwszym szefem jego windawskiego oddziału. Obecnie zasiada w jego władzach centralnych. Należy do Klubu Deklaracji 4 Maja, zrzeszającego osoby, które w 1990 opowiedziały się w parlamencie za niepodległością Łotwy. W latach 1992–2007 był przewodniczącym Łotewskiego Narodowego Komitetu UNICEF. 
Jest żonaty, ma syna i córkę. Odznaczony Orderem Trzech Gwiazd (2000).